# 丁绍
丁紹（？—309年），字叔倫，西晉譙國人。
曾任廣平太守。永興初年，東海王司馬越的弟弟司馬模鎮守鄴城，結果被成都王司馬穎原來的部下公師藩、樓權、郝昌等包圍，丁紹率眾來救，司馬模成功解圍。司馬模為了感謝丁紹，親自為其樹碑。後丁紹升遷為徐州刺史，還沒上任，又轉荊州刺史。來到許昌時，被司馬模挽留，又轉為冀州刺史。到任後，率領冀州兵討伐汲桑有功，被加封寧北將軍、假節、監冀州諸軍事。永嘉三年（309年），丁紹突發疾病去世。晉懷帝追贈其車騎將軍。

## 延伸阅读
[在维基数据编辑]
 《晉書·卷090》，出自房玄齡《晉書》